# Tanetum
Tanetum o Tannetum era una ciutat de la Gàl·lia Cispadana situada a la Via Emília, entre Reggio i Parma, segons l'Itinerari d'Antoní.
El pretor Luci Manli Vulsó s'hi va haver de retirar l'any 218 aC, quan el territori no estava encara subjecte al poder romà, després de ser derrotat pels bois, on va ser assetjat allí pels guanyadors, segons diuen Polibi i Titus Livi. El seu nom ja no consta en cap més fet històric, però Plini el Vell i Claudi Ptolemeu el mencionen com una ciutat de la Gàl·lia Cispadana, encara que mai no va ser un lloc d'importància. Titus Livi en diu "vicus".